# San Pedro Potla Primer Barrio Ejido
San Pedro Potla Primer Barrio Ejido är en ort i kommunen Temascalcingo i delstaten Mexiko i Mexiko. Samhället hade 1 077 invånare vid folkräkningen 2020.